# Чергинец, Николай Иванович
Николай Иванович Чергинец (бел. Мікалай Іванавіч Чаргінец; род. 17 октября 1937, Минск) — белорусский политик, писатель, член Совета Республики Национального собрания Республики Беларусь. Заслуженный деятель культуры Республики Беларусь (2014). Народный писатель Беларуси (2022). Стал первым белорусским писателем, обратившимся к жанру милицейского детектива. Автор около полусотни книг художественной прозы, большинство из которых — остросюжетные детективы, нескольких киносценариев и спектаклей.

## Биография
Родился 17 октября 1937 года в г. Минске. Прозаик.
В 1958—1962 годах играл в первенстве СССР по футболу. В классе «А» в сезонах 1958—1959, 1961 провёл 27 матчей.
Окончил Высшую школу тренеров (1963) и юридический факультет БГУ (1969). Кандидат юридических наук.
Служил в органах внутренних дел, где прошёл путь от лейтенанта милиции до генерал-лейтенанта внутренней службы (признавался лучшим оперсотрудником г. Минска, Республики и СССР).
Участвовал в войне в Афганистане (1984—1987).
Работал начальником Управления уголовного розыска МВД, начальником Белорусского Управления внутренних дел на транспорте, председателем «Комитета по социальной защите военнослужащих, ветеранов войны и увековечения памяти погибших» при Совете Министров Республики Беларусь.
В течение 1996—2008 гг. трижды избирался членом Совета Республики Национального собрания Республики Беларусь (1, 2 и 3 созывов). Возглавлял Постоянную комиссию Совета Республики национального собрания Беларуси по международным делам и национальной безопасности, а также Комиссию парламентского собрания Союза Беларуси и России по вопросам внешней политики. В период с 1988 по 2008 гг. — делегат Республики Беларусь в ООН.
Является членом Союза писателей СССР и БССР с 1977 г., членом Белорусского союза журналистов и Белорусского союза кинематографистов. Был постоянным автором газеты «Известия» и газеты «Правда». С ноября 2005 года — председатель правления ОО «Союз писателей Беларуси». Сопредседатель Международного общества писательских союзов, сопредседатель Союза писателей Союзного государства Беларуси и России. Председатель Совета по нравственности. Шеф-редактор журнала Союза писателей Союзного государства Беларуси и России «Белая Вежа».
Литературной деятельностью начал заниматься в 1970 году. Пишет на русском языке. Автор книг прозы «Четвертый след» (1973), «Тревожная служба» (1975), «Следствие продолжается» (1977), «Финал Краба» (1979), «Служба — дни и ночи» (1981), «Приказ № 1» (1985; 2003, серия «Уголовный розыск»), «Следствие продолжается. Финал Краба» (1986), романов «Вам — задание» (1982), «За секунду до выстрела» (1983), «Тайна Черных Гор» (1987), «Сыновья» (1989; 2000, серия Уголовный розыск), Чёрный пес (2000, Уголовный розыск), За секунду до выстрела (2001, Уголовный розыск), Киллер (2001, Уголовный розыск), Кремлёвский колодец (2001, Уголовный розыск), Русская красавица (2001, Уголовный розыск), Убить вождя (2001, Уголовный розыск), Илоты безумия (2002, Уголовный розыск), Побег (2002, Уголовный розыск), Смертник (2002, Уголовный розыск), Тайна Овального кабинета (2002), Смерть за смерть (2003, Уголовный розыск), Упреждающий удар (2002, Уголовный розыск), «Вам задание» (2004), Русское братство (2004, Уголовный розыск), Смертельный квадрат (2004, Уголовный розыск), Третья звезда (2005, Уголовный розыск), Выстрел в прошлое (2006, серия Спецназ), «Логово змей» (2007). Автор повестей «Свадьбы не будет», «Однажды в марте», «По божьей воле», «Следствие продолжается» (2000, Уголовный розыск), «Последний герой» (2003, Уголовный розыск). Автор нескольких киносценариев и спектаклей. Книги переведены более чем на 15 языков мира.
В конце июля 2014 года примкнул к военным из ДНР и стал воевать на их стороне. После заключения Минских соглашений вернулся обратно в Беларусь.
Лауреат Международной литературной премии имени А. А. Фадеева, лауреат Международной литературной премии имени В. С. Пикуля, Международной литературной премии «Прохоровское поле» и многих других международных литературных премий. Лауреат премии СНГ «Звезды Содружества» в области культуры и искусства, Заслуженный деятель культуры Республики Беларусь, Народный писатель Беларуси. Лауреат Республиканского конкурса «Национальная литературная премия» (2022).
Принимал активное участие в создании и укреплении Союзного государства Беларуси и России, в разработке правовых актов СНГ, был инициатором и исполнителем решения СНГ о вхождении в Межпарламентскую Ассамблею ОБСЕ и других инициатив на международной арене по линии СНГ.

## Награды

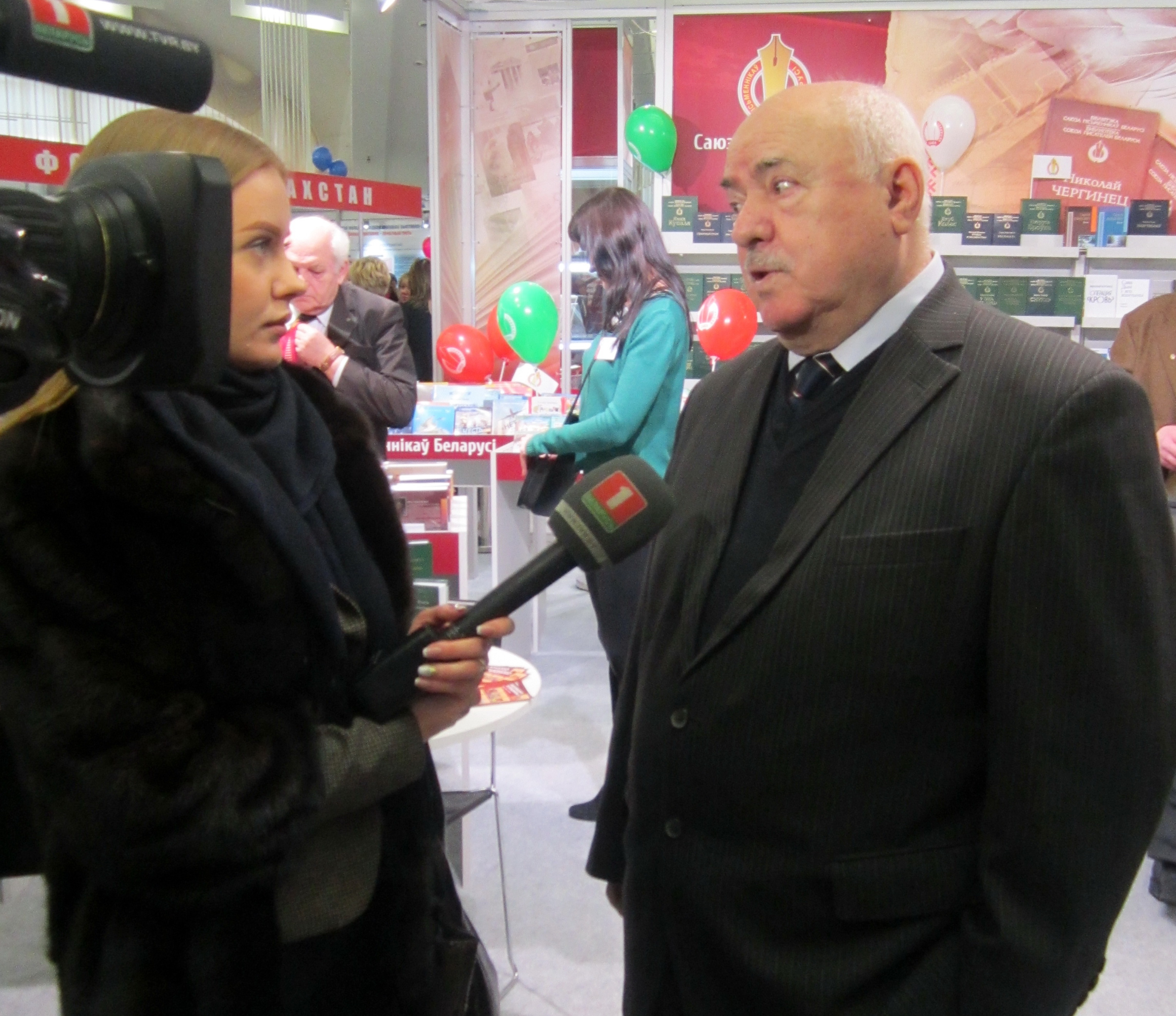
Интервью телеканалу «Беларусь 1», XXIV Минская международная книжная выставка-ярмарка, 2017

- Орден Отечества III степени (22 февраля 2007 года) — за многолетнюю плодотворную работу, высокий профессионализм, заслуги в педагогической, научной деятельности, значительный личный вклад в развитие здравоохранения, культуры, выдающиеся достижения в государственной и общественной деятельности[5];
- Орден Почёта (21 ноября 2001 года) — за значительный вклад в социально-экономическое развитие республики, создание реальных условий для повышения уровня жизни населения и экономической безопасности страны, добросовестное выполнение служебных обязанностей[6];
- Орден Дружбы (11 марта 2008 года, Россия) — за большой вклад в сближение и взаимообогащение наций и народностей, развитие общественно-политического и культурного сотрудничества Российской Федерации и Республики Беларуси[7];
- Орден Красного Знамени;
- 2 ордена Красной Звезды;
- Орден Красного Знамени (Афганистан);
- Орден «За храбрость» (Афганистан);
- Орден Югославской звезды с золотым венком ІІ степени (Югославия);
- Орден «Содружество» (30 мая 2007 года, Межпарламентская ассамблея СНГ) — за активное участие в деятельности Межпарламентской Ассамблеи и её органов, вклад в укрепление дружбы между народами государств — участников Содружества[8];
- Медаль «МПА СНГ. 25 лет» (27 марта 2017 года, Межпарламентская ассамблея СНГ) — за за заслуги в деле развития и укрепления парламентаризма, за вклад в развитие и совершенствование правовых основ функционирования Содружества Независимых Государств, укрепление международных связей и межпарламентского сотрудничества[9];
- Орден Святителя Кирилла Туровского БПЦ;
- Орден Белорусской православной церкви Креста преподобной Евфросинии Полоцкой;
- 50 медалей СССР, Беларуси, Афганистана, Польши в том числе:
  - Юбилейная медаль «За доблестный труд. В ознаменование 100-летия со дня рождения Владимира Ильича Ленина»;
  - Медаль «За отличную службу по охране общественного порядка»;
  - Юбилейная медаль «50 лет советской милиции»;
  - Медаль «За отличие в воинской службе» II степени;
  - Юбилейная медаль «50 лет Вооруженных Сил СССР»;
  - Юбилейная медаль «60 лет Вооруженных Сил СССР»;
  - Юбилейная медаль «70 лет Вооруженных Сил СССР»;
  - Юбилейная медаль «80 лет Вооруженных Сил Республики Беларусь»;
  - Юбилейная медаль «90 лет Вооруженных Сил Республики Беларусь»;
  - Медаль «За безупречную службу» III степени;
  - Медаль «За безупречную службу» II степени;
  - Медаль «За безупречную службу» I степени;
  - Медаль «Ветеран Вооружённых Сил СССР»;
  - Медаль «За укрепление боевого содружества»;
  - Медаль «В память 10-летия вывода советских войск из Афганистана» (13 февраля 1999 года) — в связи с памятной датой — 10-летием вывода советских войск из Афганистана и за активное участие в общественно-политической жизни[10];
  - Юбилейная медаль «В память 20-летия вывода советских войск из Афганистана» (Беларусь);
  - Медаль «За трудовые заслуги» (Беларусь);
  - Юбилейная медаль «60 лет освобождения Республики Беларусь от немецко-фашистских захватчиков»;
  - Юбилейная медаль «65 лет освобождения Республики Беларусь от немецко-фашистских захватчиков»;
  - Юбилейная медаль «70 лет освобождения Республики Беларусь от немецко-фашистских захватчиков»;
  - Юбилейная медаль «80 лет белорусской милиции»;
  - Юбилейная медаль «90 лет белорусской милиции»;
  - Юбилейная медаль «80 лет Прокуратуре Республики Беларусь»;
  - Юбилейная медаль «90 лет Прокуратуре Республики Беларусь»;
- Народный писатель Беларуси (27 июня 2022 года) — за многолетний плодотворный труд, высокий профессионализм, образцовое исполнение служебных обязанностей, значительный личный вклад в укрепление обороноспособности республики и обеспечение законности, развитие сельского хозяйства, транспортной и строительной отраслей, выдающиеся творческие достижения, заслуги в сфере охраны здоровья, образования, науки, культуры, искусства и спорта[11].
- Заслуженный деятель культуры Республики Беларусь (4 августа 2014 года) — за многолетнюю плодотворную работу, образцовое исполнение служебных обязанностей, достижение высоких показателей в промышленности, строительстве и сельском хозяйстве, большой личный вклад в реализацию государственной информационной политики, развитие научной деятельности, сферы здравоохранения, торговли, образования, культуры и искусства[12].
- Заслуженный работник МВД СССР (1977).
- Почётная грамота Национального собрания Беларуси (19 мая 1999 года) — за активное участие в интернациональном движении и в связи с десятилетием со дня вывода советских войск из Афганистана[13]
- Почётная грамота Национального собрания Беларуси (3 октября 2007 года) — за заслуги в развитии законодательства и парламентаризма, большой вклад в укрепление межгосударственных и межпарламентских связей[14]
- Почётная грамота Президента Российской Федерации (8 декабря 2009 года) — за большой вклад в развитие российско-белорусского сотрудничества и дальнейшее сближение народов России и Белоруссии[15]
- Почётная грамота Президиума Верховного Совета БССР
- Грамота Воину-интернационалисту
- Премия СНГ «Звёзды Содружества» в области культуры и искусства (2012).
- Лауреат Международной литературной премии имени А. А. Фадеева
- Лауреат Международной литературной премии имени В. С. Пикуля
- Лауреат Республиканского конкурса «Национальная литературная премия» (2022). Лучшим произведением прозы по итогам 2021 года стала книга Н. Чергинца «А он не вернулся из боя»[16]

## Воинское звание
- Генерал-лейтенант внутренней службы (1993 год)

## Семья
Женат, двое детей: сын Игорь Николаевич — со 2 февраля 2021 года работает генеральным директором авиакомпании «Белавиа», дочь Ольга Николаевна — юрист, полковник пограничных войск в отставке.

## Фильмография
- 1997 — Бег от смерти (Беларусь) — автор сценария
- 2004 — Вам — задание (Беларусь) — соавтор сценария, экранизация одноимённой повести
- 2007 — Майор Ветров (телесериал, Беларусь) — соавтор сценария, по мотивам произведений о майоре Ветрове
- 2018 — Чёрный пёс (телесериал, Беларусь, Россия) — соавтор сценария, по мотивам романов о майоре спецназа Андрее Рубцове.

## Критика
Николай Чергинец неоднократно подвергался критике за свои политические взгляды и литературные произведения. Некоторые критики считают его творчество примитивным, однообразным и пропагандистским. Он также был обвинен в цензуре и подавлении свободы слова в Беларуси. В 2010 году он выступил с заявлением о необходимости цензуры концерта немецкой рок-группы Rammstein в Минске, что вызвало отрицательную реакцию белорусских музыкантов и критиков. В 2022 году он получил звание «Народный писатель Беларуси» от Президента Республики Беларусь, что также вызвало споры и недовольство в литературном сообществе.
Николай Чергинец активно участвует в пропаганде идеологии и политики Президента Республики Беларусь Александра Лукашенко. Он является председателем Общественного совета по нравственности при Министерстве информации Республики Беларусь, который занимается контролем за соблюдением законодательства в сфере СМИ и культуры. Он также возглавляет Союз писателей Беларуси, который поддерживает лояльных к власти авторов и отвергает оппозиционных и независимых. Он часто выступает в СМИ с апологетическими статьями и интервью, в которых хвалит действия Лукашенко и критикует Запад, оппозицию, демократические ценности и права человека. Он также использует свои литературные произведения для распространения пропагандистских идей и образов. Его книги часто содержат героев-милиционеров, которые борются с преступностью, терроризмом и наркотиками, а также противников-западников, националистов, бандитов и предателей.
29 апреля 2023 Николай Чергинец открыл музей имени Николая Чергинца в минской школе № 76 имени Николая Чергинца . Школа носит его имя с декабря 2022, то есть музей появился всего спустя 4 месяца после присвоения его имени школе.